# スターフォックスシリーズ
『スターフォックスシリーズ』とは、任天堂から発売されているフライトシューティングの要素を持つコンピュータゲームシリーズである。

## ゲーム内容
「ライラット系」という架空の恒星系を舞台に、様々な惑星、宙域などを冒険する古典的スペースオペラのような作風。惑星、惑星間に潜む敵軍を、戦闘機「アーウィン」、戦車「ランドマスター」などのメカや武器を使って倒して行きながら最終ボスの元へ向かい、それを倒すのがゲームの最終目的である。
本シリーズは新作が出るたびにシステムが変更される場合が多い。しかし、どの作品にも3Dシューティングゲームとしての要素は存在している。以下の説明は主にSFC版および64版を基にした説明である。

### 基本システム
シューティングゲームとしての本シリーズの特徴は、3D空間をより主観的角度から行うフライトシューティングゲームとして作られている点である。基本操作は十字キーもしくはアナログスティックによる自機の移動（上昇、下降、左右旋回）とそれに伴う「照準」の移動により敵を狙い、レーザーもしくはスマートボムで攻撃して撃墜、破壊する。また、本シリーズはストーリー性が強く、そのため基本ステージ内では「強制スクロール」というシステムの採用が一般的なイメージとして定着している。これはボス戦や特別なステージを除くメインストーリー上のステージでは、決定された「コース」「路線」を飛び、ステージコース外にそれることはできないというものである。また、このシリーズは「強制スクロール」ステージが存在する。

### 分岐、ストーリー展開
本シリーズには「分岐」ポイントがある。また、決定された方向はないが、基本的に一番難しいコースを（ステージ内の隠しイベントをこなすなどで）選択することにより「真のエンディング」にたどり着くことができる。
この「分岐」はゲーム性以外にも、キャラクターの知られざる一面、ストーリーの裏側、隠しキャラクターとの対面、再会など、ストーリー面に様々な着色がされ、プレイヤーを楽しませている要因である。

### 時系列
スターフォックスシリーズ中、ストーリー上の繋がりがある作品を時系列に記載すると以下の通りになる。
「初代」、「2」、「ゼロ」には時系列に含まれていない。
1. スターフォックス64
2. スターフォックスアドベンチャー
3. スターフォックスアサルト
4. スターフォックスコマンド

### 各作品の大きな違い
上記で述べたように、作品によりシステムや設定が劇的に変化しているものがあるので記述しておく。
スターフォックス アドベンチャー
主人公のフォックスがアーウィンから降り立ち、棒術を駆使した白兵戦を展開する。また、『ゼルダの伝説シリーズ』を元にしたような謎解きも展開される。なお、惑星間の移動手段としてアーウィンを使用するが、あくまでメインは白兵戦と謎解きのダンジョン攻略で、フライトシューティングはオマケ要素になる。
スターフォックス アサルト
この作品では、アーウィン、ランドマスター、ブラスターなどを使い分けて戦う「乗り換えアクション」がメインになっており、従来の「強制スクロール」ステージが少なくなっている。
スターフォックス コマンド
上記2作で展開された白兵戦を廃し、フライトシューティングのみの作品になったが、コースではなく一定フィールド内の敵を殲滅するプレイスタイルになっている。また操作体系もタッチペンで戦闘機を操縦し、十字キーやボタンでレーザーを発射するというように大きく変化している。

## 開発
ファミリーコンピュータからスーパーファミコン時代当初ハードコア向けなゲームのイメージが強かったシューティングゲームに対し、宮本茂の「原点に帰ったシューティングゲームを作りたい」という考えから制作された。当時ファミコンなどで主流であった、2Dで自機戦闘機を真上（もしくは真横）から見て操作するものではなく、3D空間の中を飛行する自機戦闘機をより主観的な角度から見て操作するものである。
登場キャラクターが様々な動物の姿で描かれているのは「既存のSFものと同じことをしては面白くないため、それらとは一線を画したい」という宮本の提案によるものだが、これは通信でキャラクターウィンドウが表示されたときにどのキャラクターからの通信なのかを判別しやすくするためという意図も兼ねている。主人公のフォックスは伏見稲荷大社のキツネがモデルである。また、64版以降はフルボイスでアドバイスや叱咤激励をしたり、ボスキャラクターのシールド残量を計測するなどそれぞれの仲間に役割が当てられ、特定の仲間が戦線から離脱しているか否かで後述の「分岐」に影響を及ぼす場合が存在する。

## シリーズ一覧
| 1993 | スターフォックス                              |
| 1994 |                                               |
| 1995 |                                               |
| 1996 |                                               |
| 1997 | スターフォックス64                            |
| 1998 |                                               |
| 1999 |                                               |
| 2000 |                                               |
| 2001 |                                               |
| 2002 | スターフォックス アドベンチャー               |
| 2003 |                                               |
| 2004 |                                               |
| 2005 | スターフォックス アサルト                     |
| 2006 | スターフォックス コマンド                     |
| 2007 |                                               |
| 2008 |                                               |
| 2009 |                                               |
| 2010 |                                               |
| 2011 | スターフォックス64 3D                         |
| 2012 |                                               |
| 2013 |                                               |
| 2014 |                                               |
| 2015 |                                               |
| 2016 | スターフォックス ゼロ スターフォックス ガード |
| 2017 | スターフォックス2                             |

スターフォックス
スーパーファミコン、1993年2月21日、アルゴノートソフトウェアとの共同開発
スターフォックス64
N64、1997年4月27日
スターフォックス アドベンチャー
ニンテンドー ゲームキューブ、2002年9月27日、レア開発
スターフォックス アサルト
ニンテンドーゲームキューブ、2005年2月24日、ナムコ（後のバンダイナムコエンターテインメント）開発
スターフォックス コマンド
ニンテンドーDS、2006年8月3日、キュー・ゲームスとの共同開発
スターフォックス64 3D
ニンテンドー3DS、2011年7月14日、キュー・ゲームスとの共同開発
64版のリメイクに当たる。
スターフォックス ゼロ
Wii U、2016年4月21日、プラチナゲームズとの共同開発
スターフォックス ガード
Wii U、2016年4月21日
スターフォックス2
ニンテンドークラシックミニ スーパーファミコン、2017年10月5日
当初、SFC版の続編として制作され、発表はされたものの発売中止となっていた。
バーチャルボーイ用にスターフォックスの機体を3D表示する技術デモがあったが、製品化には至らなかった。他にも『アサルト』にはアーケード版の計画もあったものの、立ち消えとなっている。
64版と『アドベンチャー』の間の物語を描いた漫画『さらば愛しのファルコ』（画：中植茂久元ニンテンドードリーム編集者、後の任天堂デザイナー）がゲーム雑誌『ニンテンドードリーム』で掲載された。現在は『アドベンチャー』の公式ページで読むことができる。
2016年4月21日には『ゼロ』の発売記念としてショートアニメ『スターフォックス ゼロ ザ・バトル・ビギンズ』が公開された。
E3 2018にて、ユービーアイソフトより日本では2019年（海外では2018年10月）に発売の『スターリンク バトル・フォー・アトラス』において、Nintendo Switch版限定で本シリーズとコラボレーションすることが発表された。
なおアメリカではSFC版が発売される以前の1983年にMythicon社からAtari 2600で『Star Fox』というゲームが発売されていたが、シリーズ全作品共に日本版と同じ名称で発売されていた。しかし、ヨーロッパではSFC版は『Starwing』、64版は『Lylat Wars』という名称で発売されていた。『アドベンチャー』以降はヨーロッパでも日米両版と同じ名称で発売されるようになっている。

## 登場キャラクター
登場キャラクターはそれぞれ地球上に実在する動物をモチーフにした姿で描かれている。
ここではシリーズで複数回登場するキャラクターを列挙する。

### 「スターフォックス」チーム
ライラット系を股にかけるやとわれ遊撃隊。アーウィンを主力戦闘機とし、ランドマスターを一両、ブルーマリンを一隻保有しており、グレートフォックスを拠点にコーネリア防衛軍などからの様々な依頼を請け負っている。なお、SFC版では4人組の宇宙義賊によって結成されている。以下は64版以降の設定を基にした記述である。
64版以降のシンボルマークは、背中から翼の生えた4足歩行の赤いキツネで、これはスターフォックス在籍時のピグマがデザインしたという設定である。
フォックス・マクラウド (Fox McCloud)
声：里内信夫（64版）、Steve Malpass（アドベンチャー）、野島健児（アサルト）、大原崇（3DS版、ゼロ、ガード）
スターフォックスのリーダーを務める本シリーズの主人公。キツネの姿をしている。
ファルコ・ランバルディ (Falco Lombardi)
声：江川央生（64版、アサルト）、Ben Cullum（アドベンチャー）、高口公介（3DS版、ゼロ）
スターフォックスに所属するエース・パイロット。キジをモチーフにした青い鳥の姿をしている。
ペッピー・ヘア (Peppy Hare)
声：麻生智久（64版、アサルト）、Chris Seavor（アドベンチャー）、坂本くんぺい（3DS版、ゼロ）
スターフォックスの古株パイロット。ウサギの姿をしている。コーネリア防衛軍の元士官で、ジェームズがリーダーを務めていた時から所属しているメンバーである。
かつてはコーネリア防衛軍のペパー将軍から惑星調査の依頼で向かったベノムで、チームメイトのピグマの裏切り行為によりジェームズと共にアンドルフの罠に落ちてしまったが、そこから命からがら脱出し、ジェームズの息子であるフォックスに父親の最期を告げてスターフォックスのリーダーの座を彼に託し後見役となる。新生スターフォックス結成後は自身の豊富な知識と経験を生かしたアドバイスや叱咤激励でフォックスをサポートしている。フォックスや他のメンバーにとってはメンバーであると同時に父親のように信頼されている。
『アドベンチャー』でパイロットを引退し、新メンバーのクリスタルにその後を託した後はグレートフォックスから通信でメンバーに指示を出すナビゲーターを務めており、『コマンド』ではペパー前将軍の推薦によりコーネリア防衛軍の将軍の座に就いている。
『アサルト』の公式ページなど、一部では「ペッピー・ヘアー」という表記になっている。またバトルモードでは、特定の条件を満たすと固有キャラクターとして使用できる。
命名者は、現在キュー・ゲームスの代表取締役としてシリーズに携わるディラン・カスバートで、「ペッピー (Peppy) 」は「元気（威勢）がいい」という意味で高齢ながら張り切ろうとしている雰囲気から付けられた。
アニメ『F-ZERO ファルコン伝説』の第33話には、ペッピーとほぼ同じ服装をした同姓同名の人間キャラクターがイラストで登場している。
スリッピー・トード (Slippy Toad)
声：龍田直樹（SFC版PVビデオ）、頓宮恭子（64版、アサルト）、Chris Seavor（アドベンチャー）、はやみけい（3DS版、ゼロ、ガード）
スターフォックスのメカニック兼パイロット。カエルの姿をしている。フォックスとは宇宙アカデミーに在学していたときからの親友である。
敵兵器の耐久能力を分析したり、アーウィンの廃棄パーツを再利用して潜水艦「ブルーマリン」を建艦したりするなど、一流のメカニックセンスを持っている。また、『さらば愛しのファルコ』や後述の『大乱闘スマッシュブラザーズX』などから見て電子工学にも精通している模様。
メカニックセンス以外にも天性の明るい性格を持っており、チームのムードメーカーの役割も果たしている。しかし、その明るい性格故に調子に乗り過ぎてハメを外し、敵に追い回されたり、吹き飛ばされたりしてチームメイトに迷惑をかけたりするなどおっちょこちょいな一面も見せる。
『コマンド』ではアマンダという恋人ができ、彼女との生活を優先するために一時スターフォックスを離脱していた。
『アサルト』のバトルモードでは固有キャラクターとして使用できる。
なお、スリッピーなどライラット系に住むカエル種族は生後1ヶ月だけオタマジャクシの姿をしているという設定が存在する。
『大乱闘スマッシュブラザーズ』シリーズでフォックスたちが対戦で使用するブラスターやリフレクターを作ったのは彼だという設定である。『大乱闘スマッシュブラザーズX』ではスターフォックス関連のステージのみならず、ソリッド・スネークの無線にもハッキングという形で登場する。
名前はペッピーと同様にディラン・カスバートが命名した。「スリッピー (Slippy) 」は「Slippery」の口語表現で「よく滑る」といった意味であり、おっちょこちょいな性格を表したものである。
クリスタル (Krystal)
声：Estelle Ellis（アドベンチャー）、原亜弥（現：一龍斎貞弥）（アサルト）
青いキツネの姿をした、テレパシーを使える少女。初登場は『アドベンチャー』。もともとは他のゲームである『Dinosaur Planet』に登場する予定のキャラクターだったが、正式な経歴は謎である。ウェスタンバージョンの『アドベンチャー』では、クリスタルは壊滅した惑星セリニア出身で、両親の死の真相を探しているとされている。
『アドベンチャー』の冒頭で罠に掛かり、クラゾア宮殿屋上の水晶の牢獄に封じ込まれるが、フォックスに助けられる。その後、引退したペッピーの後釜として「スターフォックス」チームのパイロットとなる。パイロットとしては歴史が浅いため操縦技術力自体は低いもののその慎重さから比較的安定しており、あらゆるセンサーを凌ぐ精度のテレパシーの能力を使って、敵を見つけたり弱点を見抜いたりするなど、色々な助言をしてサポートする。
フォックスに好意を抱いているが自立心が強く、時としてフォックスと対立することもあったが、彼女がフォックスと相思相愛にあることは他のメンバーにも周知されており、しばしば冷やかされることがある。
『コマンド』では危険な仕事に巻き込みたくないというフォックスの考えに反発し離縁、行方不明となっていたが、再会した時はシナリオによってはコーネリア防衛軍に所属していたり、スターウルフに協力していたりする。フォックスと彼女の行動次第で運命は大きく変わり、エンディングによってはスターフォックスに復帰したり、フォックスと結婚して子供を授かったり、過去を捨ててバウンティーハンターになったりといろいろな展開がある。なお、1周目ではシナリオの進め方に関係なく必ずフォックスと別れてスターウルフのメンバーになる。
『アサルト』のバトルモードでは固有キャラクターとして使用できる。
『ゼロ』以降では世界観がリセットしたことに従い本編では登場しないが、『大乱闘スマッシュブラザーズ SPECIAL』ではアシストフィギュアとして登場する。
ナウス (NUS)
声：阪口大助（64版）、John Silke（アドベンチャー）、沼田祐介（アサルト）、阿部敦（3DS版、ゼロ）
スターフォックスのオペレーターロボットで、型番はNUS系064。グレートフォックスの艦内管理や航行を一手に担っており、オペレーターとしてのターゲットの分析や観測だけでなく、グレートフォックスから補給パーツの転送など様々な援護も行う。
ロボットではあるが自我を持ち、他のチームメンバーと同等に見られている。機械だけに冷静沈着かつ正論ばかり言うが『コマンド』ではメンバーに対して皮肉や嫌味を言う様子まで見受けられ、そのせいで八つ当たりを受けたりしている。
日本国外版、『アドベンチャー』、および『さらば愛しのファルコ』では「ロブ」 (ROB) という名称で呼ばれている。なお、「ナウス」という呼び名はNINTENDO 64の型番である「NUS（Nintendo Ultra Sixty-four）」から、「ロブ」という呼び名はファミリーコンピュータ ロボットの欧米版名称である「R.O.B.（Robotic Operating Buddy）」から来ている。
ジェームズ・マクラウド (James McCloud)
声：麻生智久（64版）、掛川裕彦（アサルト）、坂本くんぺい（3DS版、ゼロ）
64版以降におけるフォックスの父親で、スターフォックスの創設者兼初代リーダー。超一流の技術を持ったコーネリア防衛軍の元エース・パイロット。
惑星ベノムの調査中にピグマの裏切りによってアンドルフの罠に落ちてしまい、そのまま消息を絶ち死亡したとされているが64版のラストで崩壊寸前のベノムで息子のフォックスを出口まで引導し、再び消息不明となる。『コマンド』でもある条件を満たすとプレイヤーキャラクターとして参戦する。しかしこの時も戦いが終了すると三たび消息不明になる為、本物か幻なのかを確かめる術はない。
『アドベンチャー』では特定の魔人メダルを井戸に投げ込むことで彼からのメッセージを聞くことが可能である。また、『アサルト』でも本人ではないアパロイドマザーの模倣として少しだけ登場する。
『F-ZERO』シリーズ及びアニメ『F-ZERO ファルコン伝説』には、ジェームズとほぼ同じ服装をした同姓同名の人間キャラクターが登場。既婚、子持ちで遊撃隊の隊長だが平和すぎて仕事が少なく賞金目当てに参加しているなど、リンクした設定となっている。

### 「スターウルフ」チーム
64版より登場するスターフォックスのライバルチーム。かつてはアンドルフ軍直属の精鋭部隊として組織されたが、アンドルフ軍滅亡後は何処の組織にも属さないならず者集団となり、サルガッソーやフィチナなど各地を転々としている。主力戦闘機はウルフェン。
ウルフ・オドネル (Wolf O'Donnell)
声：江川央生（64版）、大場真人（アサルト）、高口公介（3DS版、ゼロ）
スターウルフのリーダー。オオカミの姿をしている。詳細はリンク先を参照。
レオン・ポワルスキー (Leon Powalski)
声：里内信夫（64版、アサルト）、大原崇（3DS版、ゼロ）
スターウルフに所属するスナイパー。カメレオンの姿をしている。パイロットとしても優秀だが、冷血非情な戦いぶりから「殺人マシーン」の異名を持ち、スターウルフのメンバーの中では最も恐れられている。64版でのスターフォックスとの戦闘ではファルコを付け狙い、『アサルト』でもその因縁は続いている。
非常にプライドが高く自分の強さに自信があるため、自分より強い相手を絶対に認めないが、『アサルト』ではウルフ以外で唯一のアンドルフ軍直属時代からのオリジナルメンバーであり、ウルフが最も信頼しているメンバーでもあるためレオンの方も彼だけは例外とみている節があるなどその信頼関係は厚い。
出自については一切不明で、過去にライラット系内の何かしらの組織に属していたという経歴がないことから、他の恒星系からやって来た異民族ではないかと言われている。
ピグマ・デンガー (Pigma Dengar)
声：郷里大輔（64版、アサルト）、最上嗣生（3DS版、ゼロ、ガード）
スターウルフのメカニック兼パイロットで、関西弁を話す。ブタの姿をしている。アンドルフが主任を務めていたコーネリア防衛軍科学研究所出身で、初代スターフォックスのメンバーの一人でもある。64版での戦闘では嘗ての仲間であるペッピーを狙う。
メカニック、パイロットとしての腕は優秀だが、金に汚く自分の利益のためならば手段を選ばない。かつてのコーネリア防衛軍科学研究所時代の直属の上司であるアンドルフを「皇帝」と呼び慕っており、ベノムにてジェームズ達を裏切りアンドルフの罠に陥れた。その後、ウルフをけしかけてスターウルフを結成させ陰から支配していたものの、チーム結成時から周囲に嫌われていた。『アサルト』では面汚しとして追放されたのち、アステロイドに自身の基地を建設したものの、利用しようとしていたアパロイドにその基地もろとも侵されたあげくにスターフォックスとの戦いで戦死したかと思われた。『コマンド』では4つの立方体状のパーツで構成されたアパロイドとは別種の機械生命体となって生き延び、フォックス達の前に立ちはだかる。
『ゼロ』以降では世界観がリセットしたことに従い、64版同様にスターウルフのメンバーとして登場する。
アニメ『F-ZERO ファルコン伝説』の第33話にはピグマと同姓同名の人間キャラクターがイラストで登場している。
アンドリュー・オイッコニー (Andrew Oikonny)
声：阪口大助（64版）、沼田祐介（アサルト）、阿部敦（3DS版、ゼロ）
スターウルフのパイロット。白毛のサルの姿をしている。アンドルフの甥であり、おじに絶対的な忠誠を誓う。おじであるアンドルフがピグマに押し付ける形でコネ入隊させた。エリート意識だけは異常に強く、アンドルフの親戚であることを鼻にかけて威張っているため周りから信頼されていない。
アンドルフが倒され、後ろ盾を失った際に腕の未熟さと性格から真っ先にスターウルフを追放され、『アサルト』にてアンドルフ軍の残党と残された遺産で雇ったならず者達でコーネリア政府への反乱軍を結成する。寄せ集めの混成軍ながらも自身の基地がある惑星フォーチュナの周辺宙域にて新兵器を交えつつコーネリア防衛軍の艦隊相手に善戦するも、コーネリア防衛軍の応援に駆けつけたスターフォックスに追い詰められ、自身の旗艦を変形させたアンドルフ風の戦闘ロボ「デスバブーン」で反撃するも敗れ、さらに突如飛来したアパロイドにトドメを刺されたと思われた。『コマンド』にてアングラー軍にスカウトされた形で再登場し、カニ型兵器「デスクラブ」を用いてフィチナを侵攻し、フォックスたちの返り討ちに遭うも生き延びた。
64版ではネーム表記がファーストネームである「アンドリュー」だったが、『アサルト』以降では姓である「オイッコニー」に統一されている。しかし『ゼロ』では再び「アンドリュー」表記に差し戻されている。
『ゼロ』以降では世界観がリセットしたことに従い、64版同様にスターウルフのメンバーとして登場する。Nintendo Switch版『スターリンク バトル・フォー・アトラス』ではDLC「クリムゾンムーン」にて、惑星アシャールのボスとして登場。「アウトロースループ戦車」に自ら搭乗して戦う。
パンサー・カルロッソ (Panther Caluroso)
声：稲田徹
『アサルト』から登場したスターウルフのパイロット。黒豹の姿をしている。赤いバラの花を自身のトレードマークにしており、自機であるウルフェンにもそれを象ったシンボルマークが描かれている。クリスタルに一目惚れし、口説きにかかるもクリスタルと相思相愛にあるフォックスのことを恋のライバルだと思っている。本気で恋すると一途なタイプで、クリスタルに対しては常に親切な言葉をかけている他、自身が優位な場面でも恋愛事情にフェアな発言をしている。
『コマンド』ではクリスタルと行動することになる。
『ゼロ』以降では世界観がリセットしたことに従い本編では登場しない。

### コーネリア防衛軍
惑星コーネリアの防衛に努める軍隊。64版以降の場合、兵士の多くがイヌの姿をしている。 
ペパー将軍 (General Pepper)
声：郷里大輔（64版）、John Silke（アドベンチャー）、池水通洋（アサルト）、最上嗣生（3DS版、ゼロ）
シリーズを通して登場する、コーネリア防衛軍の長。64版以降の設定ではジェームズやペッピーが軍に所属していた頃の上官でもあった。スターフォックスの力を誰よりも評価し、SFC版および64版ではアンドルフ軍の殲滅、『アドベンチャー』ではダイナソープラネット（サウリア）の調査、『アサルト』ではオイッコニー率いる反乱軍及びアパロイドの殲滅を依頼している。
温厚かつ実直な性格で、長きに渡って軍の司令官を務めており、スターフォックスをはじめ多くの人々の信望を集めている。同時に、コーネリアを壊滅状態に陥れたアンドルフを極刑ではなくベノムへの流刑処分に留めてしまい、その後のアンドルフによるライラット系の各惑星への侵略行為を招いた。アンドルフの研究を危険視するなど仲が悪く、『コマンド』でのクリスタルの話ではれがアンドルフの心を歪ませる大きな原因となってしまったのだという。
『アサルト』では自身が搭乗した将軍専用機「エアフォース・バウ」がアパロイドに侵されてしまい、フォックスによって撃墜されたが、地面に墜ちそうになったところをアーウィンに乗ったペッピーによって助けられた。『コマンド』では病に倒れ、ペッピーに将軍の座を譲った。
『ゼロ』では世界観がリセットしたことに従い、64版同様にコーネリア防衛軍の長として登場する。
ビル・グレイ (Bill Grey)
声：阪口大助（64版）、阿部敦（3DS版、ゼロ）
コーネリア防衛軍の若き士官。フォックスとは宇宙アカデミー時代からの親友で、友情に厚い爽やかな好青年である。
64版では惑星カタリナの前線基地の航空機部隊の隊長を務めている。『コマンド』では援軍としてファルコ達を助ける。
64版ではヘルメットのバイザーのためにその素顔を見ることができなかったが、『コマンド』では見ることができる。
デスラ・コバー（コーバ）
コーネリア防衛軍の軍曹（64版では少尉）。
SFC版では偵察隊員としてアーウィン型指令偵察機「Mスカウター」に乗り、全戦域の映像とアンドルフ軍の情報をコーネリアに送り続けていたが、アステロイドにて謎の怪鳥と遭遇し、その直後に行方をくらました。機体の残骸は発見されていない。
64版では部隊を率いて小惑星帯メテオの調査を行っていたが、突如通信が途絶え、ほぼ同時刻に近くの惑星カタリナで機体の墜落を視認されるも、彼自身の安否は不明。
SFC版、64版共にゲーム中に名前が登場しない裏設定での登場人物。

### 敵キャラクター
アンドルフ (Andorf)
声：郷里大輔（64版）、Duncan Botwood（アドベンチャー）、最上嗣生（3DS版、ゼロ）
SFC版、64版、『アドベンチャー』、『ゼロ』に登場するボスキャラクター。

### その他
キャット・モンロー (Katt Monroe)
声：頓宮恭子（64版）、はやみけい（3DS版、ゼロ）
ファルコの元暴走族仲間である女性キャラクターで、ファルコがヘッドを務めた宇宙暴走族「FREE AS A BIRD（フリー・アズ・ア・バード）」の現ヘッド。ピンク色のネコの姿をしている。ファルコに想いを寄せている。
64版では惑星ゾネスにて突如登場し、スターフォックスをサポートしてくれるほか、次のステージの惑星マクベス、セクターZにも引き続き登場し、線路のポイントの切り替えやミサイルの撃墜など分岐にかかわるポイントで援護をしてくれる。
キャラクター背景
任天堂の今村孝矢は、雑誌「Nintendo DREAM 」とのインタビューの中で、『コマンド』ではキャットの見た目をおしゃれにしつつも、性格は64版のままだが、セリフが増えた分性格が変わったように見えたかもしれないと話す一方、公式漫画『さらば愛しのファルコ』のイメージに引っ張られたかもしれないとも述べている。
カイマン
声：里内信夫（N64版）、大原崇（3DS版、ゼロ）
アンドルフ軍の上級兵の一人。アンドルフ軍基地の最終防衛前線、エリア6に配属。
『ゼロ』では主にコーネリア及びエリア3の侵攻を指揮する役割だが、コーネリアの裏ルートでは巨大戦艦「シーレシア」に乗って自ら戦う。
トリッキー (Tricky)
声：ケビン・ベイリス（アドベンチャー）、掛川裕彦（アサルト）
惑星サウリアを治めるアソーカ族の王子。『アドベンチャー』より登場。シャープクロウ族に囚われていたところをフォックスに助けられ、分裂した惑星を元通りにするためにフォックスに協力する。
はじめは子犬ほどの大きさだったが、1年後の『アサルト』では牛ほどもある大きさに成長した姿でフォックスと再会する。
ベルツィーノ・トード (Beltino Toad)
声：掛川裕彦
スリッピーの父親。かつてはスペースダイナミクス社にエンジニアとして勤めていたが、『アサルト』ではアパロイドの研究責任者としてコーネリア防衛軍に勤めており、アパロイドを殲滅するために必要な「自滅プログラム」を開発し、フォックス達に託す。
『コマンド』ではアステロイドの宇宙ステーションでアングラー軍の生態を調べており、フォックスの機体をマルチロックに改造してくれる。
『ガード』に登場するグリッピーは兄弟（ただし序列はどちらが上かは不明）にあたる。
キャラクター背景
『アサルト』においては、物語に深みを持たせるために、アパロイドとの関係性が示された。64版との整合性について今村は、「天才科学者であるため委託社員として様々な仕事を引き受けていたのではないか」と話している。
ヤル・デ・ポン
声：なし（64版）、坂本くんぺい（3DS版）
アーウィンなどを製造したスペースダイナミクス社の社長。タヌキの姿をしている。一部では闇で武器の取引をしている腹黒いタヌキという噂も。64版のトレーニングモードに登場する。
オリジナル版では音声が無かったが、ニンテンドー3DSでのリメイク版では音声が追加された。

## 主要マシン
アーウィン
スターフォックスの主力戦闘機。詳細はリンク先を参照。
ランドマスター
スターフォックスが所有する戦闘車両。詳細はリンク先を参照。
グレートフォックス
スターフォックスの活動拠点。詳細はリンク先を参照。
ブルーマリン
スリッピーが廃棄部品を集めて造り上げた改造潜水艦。64版及び3DS版に登場。アーウィンの部品を利用したレーザー攻撃やローリングに加え、ホーミング照明弾を装備している。
『スティールダイバー サブウォーズ』にも「近距離射程攻撃型潜水艦」として登場している。
ジャイロウィング
スターフォックスゼロに登場する偵察機。移動速度は遅いが、ホバリング飛行や後退といった小回りの効く移動に加え、偵察ロボット「ダイレクトアイ」を投下し敵のコンピュータをハッキングすることも可能。ダイレクトアイは有線で接続されており、これを利用して物体の牽引も可能。
ウルフェン
スターウルフの主力戦闘機。詳細はリンク先を参照。
コーネリアファイター
64版以降におけるコーネリア防衛軍の主力戦闘機。アーウィンに比べて起伏の少ない外観で白い翼と緑の胴体を持つ。G-ディフューザーシステムを搭載していない為、アンドルフ軍の戦闘機よりも性能が低く、レーザーも隊長機以外はシングルレーザーで、アーウィンに見劣りする点が多い。なお、隊長機にはビルが乗っている。
『コマンド』ではプレイヤーキャラクターとして登場するビル及びスターフォックスに復帰する前のクリスタルの機体として登場するが、クリスタルが搭乗するものは緑の機体に紫の翼となっている。

## 天体・宙域
発売中止になった『スターフォックス2』に登場する天体、宙域の設定についてはスターフォックス2#ライラット系を参照。

### ライラット系
ライラット系は、『スターフォックス』シリーズの主な舞台となる恒星系で、『スターフォックス64』のオープニングによると正式な名称は恒星ライラット系。恒星系であるため、「ライラット」という名前の恒星が中心となるのだが、現時点でゲーム中では一切言及されていない（ゲーム中太陽の様に輝いている恒星が「ライラット」ではあるが、背景に映る程度で直接ライラットを紹介した例は無い）。ゲーム中に登場する惑星、隕石群、宙域などを総括して「ライラット系」と呼ぶ。
スタッフの話によると、ゲーム中での惑星配置はあくまで演出上のものであり、マップ表示の外に恒星ライラットが存在しているとのことである。

#### 惑星
コーネリア (Corneria)
『アドベンチャー』を除きシリーズを通して登場する、自然と科学が調和したライラット系第4惑星。
64版以降ではライラット系内で唯一の知的生命体の発祥地とされ、他の惑星への移住者や宇宙労働者を除くライラット系の総人口の8割以上がこの惑星に集中しており、ライラット系の首都として栄えている。太陽系の地球によく似た自然や人工建造物が存在しており、『コマンド』のエンディングパターンのひとつから日本のレインボーブリッジによく似た橋が確認されている。かつてアンドルフが開発した兵器によって壊滅しかけたことがあり、それが原因でアンドルフは惑星ベノムへ永久追放された。
ペパー将軍率いるコーネリア防衛軍がこの惑星の防衛に当たっているものの、長年の平和から大きな軍備を必要としていなかったため、毎回敵軍（アンドルフ軍、アパロイド、アングラー軍）の襲撃を自力で防ぎきれずに壊滅しかけており、その度に駆けつけたスターフォックスによって何度も危機を救われている。
「大乱闘スマッシュブラザーズシリーズ」でも『DX』以降の作品で対戦ステージとして登場。64版（『SP』のみゼロ版）をモチーフにしたステージとなっている。
フィチナ (Fichina)
64版、『アサルト』、『コマンド』に登場。地表の約9割が永久凍土と雪に覆われている氷雪の惑星。
常にブリザードが吹き荒れる過酷な環境のため生物が生存できる状態ではなかったのだが、後に気象コントロールセンターが設置され、その内部にある気象コントロール装置によって気候を制御し、ようやく生物が居住可能な惑星となった。
過去に雪の層の下から豊富な鉱物資源が発見され、有人研究施設が設置されたが、膨大な資金の問題や環境への配慮などを理由にコーネリア政府は採掘を断念。その後、コーネリア防衛軍に移管され、ライラット系の地理研究や軍の各駐留部隊の配備状況などといった極秘資料を扱う情報基地が建設された。
64版ではアンドルフ軍に占拠されており、情報基地の奪還に向かったスターフォックスとその妨害に来たスターウルフのドッグファイトが繰り広げられた。
『アサルト』では前述の気象コントロールセンターが登場し、ピグマによって機能が停止され、再びブリザードが吹き荒れた状態となっていた。
『コマンド』ではルーシーが暮らしているほか、お尋ね者になったスターウルフのメンバーが潜伏している。また、アングラー軍にスカウトされたアンドリュー・オイッコニーはこの惑星への侵攻を任されていた。
日本国外の64版では「フォーチュナ」という名前で登場しているが、『アサルト』以降およびニンテンドー3DSでのリメイク版では日本版と同様に日本国外版でも「フィチナ」として登場している。日本国外の64版以外では「フォーチュナ」は全く別の惑星として存在しており、その存在については「フォーチュナ」の説明文を参照。
カタリナ (Katarina)
64版、『アサルト』、『コマンド』に登場。日本国外版では「Katina」という名前で登場。海洋の割合こそ少ないものの、肥沃な地表に巨大なキノコなどが繁茂しており、自然に恵まれている惑星。コーネリアからの大規模な移民計画に伴い、コーネリア防衛軍の前線基地が建設されている。
64版では前線基地にアンドルフ軍の超巨大要塞「グレート・ディッシュ」が飛来し、敵味方入り乱れての基地攻防戦が繰り広げられた。
『アサルト』ではこの惑星の基地から救難信号が発せられており、その救難信号の真相を確かめようとスターフォックスが潜入したときには既に基地はアパロイドの巣窟と化していた。なお救難信号を発していたのはピグマである。
64版の時点ではピラミッドのような形状の施設一つだけの小規模な基地にとどまっていたが、『コマンド』では一大防衛拠点として大規模な基地に発展している。
アクアス (Aquas)
64版、『コマンド』に登場する水の惑星。64版の場合、惑星全体が海に覆われ、陸地が存在しない。環境汚染が極めて少なく、海洋生物の宝庫として自然環境保護区域に指定されているほか、海底には古代遺跡が多数沈んでおり、そのほとんどがタイタニアにある遺跡の様式と共通性があることから、両惑星の間は離れているものの何らかの関連があるのではないかといわれている。
64版ではアンドルフ軍が投入したバイオウェポン「バクーン」によって汚染されていたが、フォックスがブルーマリンを用いて撃退し、被害を最小限に食い止めた。
『コマンド』では、アクアスの海洋環境目当てに海底に建設された観光施設や研究施設などによって海底都市が形成されているほか、海洋の割合が8割となっており、エンディングパターンのひとつから陸地の存在が確認できる。またスリッピーの生まれ故郷であることも判明している。
ソーラ (Solar)
64版、『コマンド』に登場。ライラット系惑星集団の中心に位置しており、さらに太陽のように輝いていることから恒星と思われがちだが、実際は地殻が凝固せず、惑星創成期の状態が何十億年も維持されてしまい、マントル対流層が地表に露出した状態になっている灼熱の惑星。これらの現象は、この惑星がセクターX、Y、Zの3つの宙域を結ぶ三角形の中心に位置していることと関係があるのではないかといわれている。
64版ではアンドルフの実験によって、灼熱に対して耐性を持つバイオウェポン「サンガー」などが投入されていた。
『コマンド』ではアングラー軍の巨大衛星兵器「ソーラサテライト」が開発されており、フォックス、ファルコ、ウルフの3人が手を組み、ソーラサテライトの破壊作戦を行った。
ニンテンドー3DSでのリメイク版では上記の座標から「恒星ソーラ」に変更する案も出たが、前述にあるようにあくまで演出として恒星のようになっているとされ変更されなかったというエピソードがある。
ゾネス (Zoness)
64版、『アサルト』に登場。海洋の割合が9割を占めており、アクアスと共に水の双子星として知られている。かつてはコーネリア政府が保養地として推賞、島々には観光施設や別荘が建設され、他の恒星系からも観光客が訪れるリゾート惑星として発展していたが、アンドルフ軍に占領された後は軍事基地に改造された上、アクアスと同様にバイオウェポンによって汚染され、かつて新婚旅行でこの惑星を訪れたことがあるペッピーはその変わり様にとても驚いていた。
『アサルト』では対戦ステージとしてのみ登場する。
ニンテンドー3DSのリメイク版では、酸性雨らしき雨が降っている。
タイタニア (Titania)
コーネリア同様、『アドベンチャー』を除きシリーズを通して登場する惑星。
SFC版ではライラット系第2惑星として登場。様々な物質が眠っており、各惑星間で領有権が争われていた無人の資源惑星。地軸を恒星ライラットに向けて自転しているため、日光を常に浴び続ける昼側と、日光が全く当たらず厚い霧に覆われている夜側の2つの顔を持っている。アンドルフ軍に補給拠点として占領されるまでは、夜側に設置された天候操作ユニットが夜側の霧を晴らし、夜側での資源採掘を可能にしていたが、占領後はアンドルフ軍によって天候操作ユニットは停止させられ、夜側は再び霧に覆われた状態に戻ってしまっていた。
64版以降では砂漠と岩山ばかりの惑星。磁気嵐によって成層圏まで舞い上げられた砂が惑星全体を赤褐色に染めていることから「赤い惑星」と呼ばれている。また、何万年もの昔に高度な文明が栄えたことがあり、その文明が残していった様々な兵器や防衛システムが現在でも稼動し、異星人の侵入を阻んでいることから「禁断の惑星」とも呼ばれている。
64版ではセクターXから叩き飛ばされたスリッピーを救うため、フォックスがランドマスターを用いて捜索活動を行った。
漫画『さらば愛しのファルコ』では物語の舞台として登場。古代遺跡の調査という名目でコーネリア防衛軍の基地が建設されており、そこで極秘にアンドルフを復活させようと企んでいたシールズ大佐一味との激戦が繰り広げられた。
ゾネス同様、『アサルト』では対戦ステージとしてのみ登場する。
『コマンド』ではアンドルフが開発した浄化装置が隠されていることが判明しており、それを守護する大型バイオウェポンとの戦闘が繰り広げられた。
マクベス (Macbeth)
SFC版、64版に登場。
SFC版ではライラット系第3惑星として登場。激しい天変地異により惑星全体の地下が大きな空洞となっている惑星。アンドルフ軍はその空洞内部に大量の燃料、兵器、弾薬を運び込み、燃料・兵器庫として利用していた。
64版では豊富な鉱物資源に恵まれており、無数にある採掘場を取り巻くように工業製品の生産工場や居住区などが建設され、コーネリアなどから多くの人が集まり、ライラット系でも比較的人口の多い工業都市として栄えていた惑星。アンドルフ軍に占領された後は軍事生産補給基地として大規模な線路の敷設や燃料庫の建設などといった改造が施され、兵器の生産、輸送の大半をこの惑星が担っていた。
ベノム (Venom)
SFC版、64版、『コマンド』に登場。
SFC版ではライラット系第1惑星として登場。かつては高度な文明を持たない先住民が暮らす緑豊かな惑星だったが、コーネリアから流れて来たアンドルフによって暗雲漂う機械惑星に改造され、アンドルフ軍に支配された先住民は軍の兵士として戦場に駆り出されていた。
64版以降ではライラット系の外縁部に位置する、岩場と断崖ばかりの荒涼とした辺境の惑星。大気中の酸素濃度は極めて薄く、海水は高濃度の硝酸であるため、生物の生息には全く適さない惑星であり、移住は行われておらず流刑地にされていた。コーネリアから追放されたアンドルフはこの惑星を軍事基地に改造し、ライラット系を支配しようとした。
アンドルフがスターフォックスにより倒された後もバイオウェポンのいくつかは生き延び、その中から誕生したアングラー皇帝率いるアングラー軍がまたしてもこの惑星を拠点にライラット系を支配しようとした。
コーネリア同様、『大乱闘スマッシュブラザーズDX』『大乱闘スマッシュブラザーズ SPECIAL』にも対戦ステージとして登場している。
フォーチュナ (Fortuna)
SFC版、『アサルト』に登場。『アサルト』の日本版では「フォーチュナー」という名前で登場。
SFC版ではライラット系第5惑星として登場。気候が常に安定しており、巨大な古代生物が生息している惑星。アンドルフはその巨大生物を利用し、強力な生体兵器を開発していた。
『アサルト』では巨大な木々が群生する自然豊かな惑星で、アンドリュー・オイッコニー率いる反乱軍の基地が建設されていた。
日本国外の64版にこの惑星と同じ名前で登場した惑星についてはフィチナの説明文を参照。
サウリア (Sauria)
『アドベンチャー』の舞台となる惑星。『アサルト』にも登場。アソーカ族やクラウド族など様々な種族の恐竜が生息している。
『アドベンチャー』ではシャープクロウ族のボス、スケール将軍が惑星の秩序を保つ4つのスペルストーンを持ち去ったことにより惑星が分裂してしまっていたが、惑星調査で訪れたフォックスが4つのスペルストーンを取り戻し、事件の元凶を倒したことにより元の状態に戻った。
『アサルト』では恐竜達がアパロイドに侵食されてしまったが、スターフォックスの活躍により元通りになった。
「サウリア」という名前は『アサルト』以降での呼び名であり、『アドベンチャー』では「ダイナソープラネット (Dinosaur Planet) 」という名前で呼ばれていた。

#### 宙域
アステロイドベルト (Asteroid Belt)
『アドベンチャー』を除きシリーズを通して登場する小惑星帯。64版では「メテオ (Meteo) 」という名前で登場。
SFC版ではコーネリア全体を包んでおり、天然の防護壁となっている。アンドルフ軍が開発しているシールド技術は、この小惑星群から採取したものを原材料として使用している。また、かつてのアンドルフの実験によってブラックホールなどの異空間が発生しており、それによる失踪事件が後を絶たない。
64版以降ではコーネリアとフィチナの間に位置している小惑星帯で、かつて存在した第5惑星の残骸といわれている。高純度の金属を含む小惑星が多く、外縁部は鉱物採掘場となっているが深部については未解明な部分も多く、ワープゾーンの存在も示唆されている。
『アサルト』ではピグマが秘密基地を建設していたが、スターフォックスが潜入したときには既にアパロイドに完全に侵食されていた。
『コマンド』ではアングラー軍が建設した基地の攻防戦や、セクターZで再集結したスターフォックスとアングラー軍の最終決戦などが繰り広げられた。
セクターX (Sector X)
SFC版、64版、『コマンド』に登場。64版以降では「X」字形をした星雲が背景に浮かび上がっている。
SFC版ではコーネリアを包むアステロイドがあったが、そのほとんどがアンドルフ軍の小惑星破壊艇によって破壊され、前線基地が建設されようとしていた。
64版ではアンドルフ軍が宇宙基地を建設し、そこで密かに新型兵器を開発していたが、スターフォックスが潜入したときにはその新型兵器「HVC-09」の暴走によって既に基地は廃墟と化していた。
『コマンド』ではファルコがスターウルフのメンバーになったクリスタルを追いかけようとこの宙域を訪れたが、復活したピグマによって足止めを受けてしまっていた。
セクターY (Sector Y)
SFC版、64版、『コマンド』に登場。64版以降では「Y」字形をした星雲が背景に浮かび上がっている。
SFC版では海洋生物に似た宇宙生物が多く生息しており、その危険度の高さから逆にアンドルフ軍の配備が手薄になっている場所。
64版ではコーネリアに最も近い場所に位置しており、アンドルフ軍が人型ロボット部隊などを投入し、コーネリアへの侵攻を図っていた場所。
『コマンド』では、フォックスを出しぬいて浄化装置を手に入れたウルフがピグマと契約を結び、自身を追っていたフォックスとファルコをピグマにこの宙域で足止めさせていた。
セクターZ (Sector Z)
SFC版、64版、『コマンド』に登場。64版以降では「Z」字形をした星雲が背景に浮かび上がっている。
SFC版ではセクターXのようにアンドルフ軍が基地を建設しようとしており、コアベースIIによってワイヤーフレーム状の柱が大量に生み出されていた。
64版では過去にコーネリア防衛軍と宇宙海賊の激戦が繰り広げられ、そのときの残骸が宇宙ゴミとして散らばっている場所。アンドルフ軍によって包囲網が敷かれており、この宙域に侵入したグレートフォックスが包囲網にかかり、6基の惑星間巡航ミサイル「マン・ドリル」の標的にされた。
『コマンド』では『アサルト』時代のスターフォックスのメンバーが再集結し、アングラー軍との戦いが繰り広げられた。
『ニンテンドウオールスター!大乱闘スマッシュブラザーズ』にも対戦ステージとして登場。64版をモチーフにしたステージとなっている。
スペースアマダ (Space Armada)
SFC版に登場。コーネリアとベノムを一直線上に結んだ宙域に集結しているアンドルフ軍の宇宙最強艦隊。コアベースIを中心とする数多くの空母や戦艦、艦載機が存在している。
エリア6 (Area 6)
64版に登場。アンドルフ軍の拠点である惑星ベノムの最終防衛線。かつては植物の試験栽培を行う宇宙農園があった場所。
アンドルフに制圧された後は無数の宇宙機雷をはじめ、多数のトーチカや大型戦艦、ミサイルなどで多重の防衛線が形成されており、コーネリア防衛軍はこの宙域を実質侵攻不能エリアとして戦略から外している。
サルガッソー (Sargasso)
『アサルト』に登場。廃棄されたステーションや宇宙艇が流れ着く辺境の暗礁宙域。ならず者のたまり場と化しており、スターウルフが拠点の一つにしている場所でもある。
ステーション内部は転送装置を始め、乗り込み砲台やパワードスーツなどの迎撃用の武装兵器が多数存在し、外部の隕石にもレールガンが取り付けられている。
作中にてスターフォックスがアパロイドの手掛かりを握るピグマを追って訪れたもののならず者たちによる迎撃を受け、その後帰還して来たスターウルフとのドッグファイトが繰り広げられた。

#### 人工の天体
メテオ・ベース (Meteor Base)
SFC版に登場。アンドルフ軍の兵器が大量に配備されている人工の小惑星。かつては「メテオランド」という一大アミューズメント施設だった。
ボルス (Bolse)
64版に登場。惑星ベノムの衛星軌道上に設置された防衛衛星。大口径レーザー兵器「プラネット・キャノン」を搭載しており、艦隊での突破を不可能にしている。
普段はシールド・リアクターによって、衛星の心臓部にあたるエネルギー融合炉「ボルス・コア」が保護、冷却されているが、シールド・リアクターが故障もしくは破壊されると安全装置が作動し、コアを冷却するために地表に露出させる仕組みになっている。
オービタルゲート (Orbital Gate)
『アサルト』に登場。スターフォックスとコーネリア軍がアパロイド本星への移動に使用したワープ装置。
作中にて自滅プログラム完成寸前に襲来したアパロイド軍及び多数の大型ミサイルの迎撃が行われた。
『大乱闘スマッシュブラザーズ for Wii U』にも対戦ステージとして登場。『アサルト』での戦闘シーンをモチーフにしたステージとなっている。

#### 異空間
ブラックホール (Black Hole)
SFC版に登場。アンドルフの実験によって作り出された、全てを飲み込む宇宙の墓場で多数の敵兵器、戦闘機の残骸が散らばっている。SFC版の場合、フォックスの父親はここで姿を消したと言う設定がある。
アウト オブ ディス ディメンションズ (Out of this Dimension)
SFC版に登場。アンドルフの実験によってその存在が示唆されている、別次元の世界。通常ルートには存在せず、ゲーム中にある条件を満たすと引きずり込まれる。この空間の中では通信が途絶え、周囲には人面岩ならぬ人面惑星が多数存在する異質な空間である。他にも多数の折り紙に襲撃されたり、巨大なスロットマシンが登場するなど、様々な点で通常の空間とは一線を画する。
ボスであるスロットマシンを倒すとエンディング同様にスタッフクレジットが現れ、最後には「THE END」の文字も出現するのだが、このエンドタイトル自体にもミニゲームのような仕掛けが施されている。なお、このステージは一度入ると脱出できない。

### ライラット系外、もしくは所在不明の天体
アパロイド本星 (Aparoid Homeworld)
『アサルト』に登場。名前の通りアパロイドマザーが君臨するアパロイドの本拠地で、アパロイドが作った星（自然物を侵食したものかすべてを自力で構成したかは不明）。一目見ただけでは機械生命体の拠点と思えないほどに美しい星だが、裏側には巨大な機械都市が造られ、惑星内部まで続く大穴が形成されている。そのため、星の大きさと質量が比例していない。アパロイドマザーの意志により多数の障壁やブラスター等のエネルギーを弾くシールドで内部への侵入を拒んでいる。
最期はアパロイドマザーが倒され、フォックスが撃ち込んだ自滅プログラムの作動により崩壊、爆発して消滅した。
パペトゥーン (Papetoon)
いずれの作品においてもステージとして登場することはなく、SFC版の裏設定や64版のプロローグ等で名前が登場する惑星。
SFC版の設定では、主人公のフォックスが率いる宇宙義賊が活動拠点にしていた辺境の惑星。
64版以降の設定では、フォックスの出身惑星で、フォックスらが通っていた宇宙アカデミーの所在地。コーネリアから1万光年ほど離れたライラット系と別銀河に存在する（なお、ワープによる超光速航法が確立されたライラット系の文明で1万光年はそれほどの長距離ではないとのことである）。
『コマンド』のエンディングパターンのひとつにも登場しており、このストーリーではフォックスの行きつけの飲食店があることが確認できる。
キュー (Que)
ライラット系とは別の銀河に存在する惑星。『コマンド』のエンディングパターンのひとつに登場。スターウルフから離れたクリスタルが過去を捨てて「クラゾア」と名乗り、賞金稼ぎとして活動することとなる惑星。

## 漫画
4コマ漫画では、64の4コマまんが劇場とアドベンチャーの4コマギャグバトルが発売された。
1993年のコロコロコミック創刊号に青木たかおが描いた読み切り版が掲載。
1997年の別冊コロコロでもやましたたかひろが描いた数話の漫画が連載。
ボンボンコミックでも坂本かずみが描いた漫画な掲載されたことがある。